# Lex Immers
Alexander Ricard (Lex) Immers (Den Haag, 8 juni 1986) is een Nederlands amateurvoetballer en voormalig profvoetballer. Hij speelt meestal als middenvelder, maar kan ook uit de voeten als centrumspits. Hij speelde voor ADO Den Haag, Feyenoord, NAC Breda, Club Brugge en Cardiff City.

## Spelerscarrière

### ADO Den Haag
Immers speelde in zijn jeugd bij een tweetal Haagse amateurclubs (LENS, KRSV Vredenburch) en bij SV DSO in Zoetermeer, alvorens op amateurbasis een contract te tekenen bij ADO Den Haag. Hij maakte zijn debuut op 24 augustus 2007 in de 2–2 geëindigde uitwedstrijd tegen RKC Waalwijk, toen hij na 74 minuten inviel voor Yuri Cornelisse. Een week later tekende hij een tweejarig contract bij de residentieclub. De geboren Hagenaar werd binnen korte tijd een vaste waarde in de hoofdmacht en was mede verantwoordelijk voor de promotie naar de Eredivisie dat seizoen.
In het seizoen 2010/11 speelde Immers zijn beste seizoen in Haagse dienst. In 36 officiële wedstrijden wist de middenvelder dertienmaal het doel te treffen. Immers zette met zijn club goede resultaten neer. Daardoor beleefde ADO Den Haag zijn beste seizoen sinds 35 jaar. ADO Den Haag bereikte de play-offs, die zij winnend wist af te sluiten. Daardoor behaalde de club voor het eerst sinds het seizoen 1986/87 weer Europees voetbal.

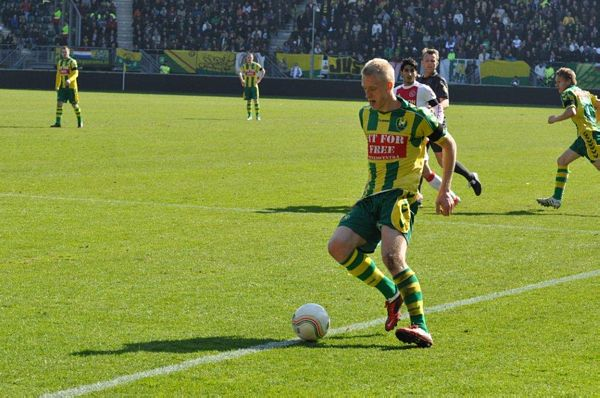
Lex Immers tijdens de met 3–2 gewonnen wedstrijd tegen Ajax

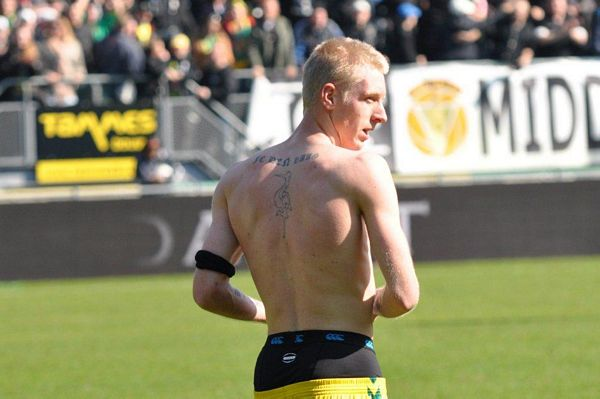
Lex Immers

Immers raakte op 20 maart 2011 samen met medespeler Charlton Vicento en trainer John van den Brom in opspraak na een 3–2 zege op Ajax. Na afloop van deze wedstrijd maakte hij opmerkingen over Ajacieden ("We gaan op Jodenjacht") in het supportersdomein van ADO Den Haag; dit werd door supporters met mobiele telefoons opgenomen en verspreid op internet. Immers bood een dag later zijn excuses aan. De KNVB deed Immers een schikkingsvoorstel voor een schorsing van vijf wedstrijden, waarvan één voorwaardelijk, dat door hem werd geaccepteerd.
Na het vertrek van de Russische spits Dmitri Boelykin naar Ajax, werd Immers door de nieuwe trainer Maurice Steijn in de spits gepositioneerd. Tijdens zijn internationale debuut in de UEFA Europa League tegen het Litouwse FK Tauras Tauragė wist Immers tweemaal te scoren. Op 20 november maakte Immers in de thuiswedstrijd tegen FC Utrecht het doelpunt dat werd uitgeroepen tot doelpunt van de maand november.

### Feyenoord
Op 5 juni 2012 tekende Immers een vierjarig contract bij Feyenoord, waar hij vanaf het seizoen 2012/13 begon te spelen. Nadat Feyenoord medio 2011 al interesse had getoond in Immers werd een jaar later alsnog een transfer beklonken. De club betaalde naar verluidt negen ton voor Immers en stuurde middenvelder Kevin Jansen naar ADO Den Haag. Op 23 oktober 2013 werd echter bekend dat Feyenoord de middenvelder de eerste twee jaar zou huren van ADO Den Haag. Na een arbitragezaak bij de KNVB werd in oktober 2013 een spelersmakelaarskantoor in het gelijk gesteld dat Immers en Feyenoord geen nieuwe arbeidsovereenkomst aangingen, maar dat hij tot het einde van zijn contract bij ADO Den Haag in 2014 gehuurd zou worden door Feyenoord, dat hem daarna als vrije speler voor nog twee seizoenen zelf vastlegde. Hiermee werden door beide clubs commissies uitgespaard. Het gevolg van het vonnis was dat ADO Den Haag alsnog moest betalen aan het makelaarskantoor.
Op 26 augustus 2012 maakte Immers zijn eerste officiële doelpunt voor Feyenoord in de met 1–2 gewonnen uitwedstrijd tegen Heracles Almelo. In de thuiswedstrijd tegen NEC Nijmegen op 29 september 2012 maakte Immers zijn eerste hattrick voor Feyenoord. Uiteindelijk zou hij het seizoen 2012/13 afsluiten met een totaal van twaalf competitiedoelpunten. Hiermee werd hij na Georginio Wijnaldum de meest scorende middenvelder van het seizoen. Zowel in het seizoen 2012/13 als het seizoen 2013/14 maakte Immers in tweeëndertig competitieduels twaalf doelpunten. Op 8 maart 2015 behaalde Lex Immers de primeur van eerste voetballer in de Nederlandse Eredivisie ooit die een goal kreeg toegekend na het door de KNVB geïntroduceerde Hawkeye-systeem, doellijntechnologie, in de Kuip te Rotterdam. Hij scoorde de 1-0 in de uiteindelijk met 3-0 gewonnen wedstrijd van Feyenoord tegen NAC Breda in de Kuip. Opvallend detail: Elvis Manu leek enkele minuten ervoor de 1-0 al te hebben gescoord, maar via datzelfde Hawkeye-systeem werd zijn 'goal' niet toegekend.
In het seizoen 2015/16 verloor Immers onder de nieuwe coach Giovanni van Bronckhorst zijn basisplaats.

### Cardiff City
In januari 2016 vertrok hij op huurbasis naar Cardiff City. Dat nam hem aan het eind van het seizoen definitief over en gaf hem een contract tot medio 2018. Immers en Cardiff ontbonden in januari 2017 in onderling overleg zijn contract.

### Club Brugge
Immers tekende in januari 2017 tot medio 2018 bij Club Brugge. Daarvoor speelde hij in een half seizoen elf competitiewedstrijden. Immers en Club Brugge ontbonden in juni 2017 in onderling overleg zijn contract omdat hij vanwege familieomstandigheden terug naar Nederland wilde.

### Terug in Nederland
In de zomer van 2017 keerde hij terug bij ADO. Hij speelde er uiteindelijk drie seizoenen. In augustus 2020 werd zijn nog twee jaar doorlopende contract ontbonden na goed overleg.
Een paar dagen later tekende Immers een tweejarig contract bij NAC Breda.
Na zijn professionele loopbaan als voetballer tekende hij in augustus 2021 een contract van een jaar bij SVV Scheveningen, in het seizoen 2021/22 uitkomend in de Tweede divisie.

## Statistieken
| Seizoen         | Club            | Competitie      | Competitie | Competitie | Beker | Beker | Internationaal | Internationaal | Overig | Overig | Totaal | Totaal |
| Seizoen         | Club            | Competitie      | Wed.       | Dlp.       | Wed.  | Dlp.  | Wed.           | Dlp.           | Wed.   | Dlp.   | Wed.   | Dlp.   |
| --------------- | --------------- | --------------- | ---------- | ---------- | ----- | ----- | -------------- | -------------- | ------ | ------ | ------ | ------ |
| 2007/08         | ADO Den Haag    | Eerste Divisie  | 31         | 6          | 1     | 0     | —              | —              | 6      | 2      | 38     | 8      |
| 2008/09         | ADO Den Haag    | Eredivisie      | 27         | 3          | 2     | 1     | —              | —              | —      | —      | 29     | 4      |
| 2009/10         | ADO Den Haag    | Eredivisie      | 26         | 1          | 2     | 1     | —              | —              | —      | —      | 28     | 2      |
| 2010/11         | ADO Den Haag    | Eredivisie      | 30         | 7          | 2     | 3     | —              | —              | 4      | 3      | 36     | 13     |
| 2011/12         | ADO Den Haag    | Eredivisie      | 31         | 8          | 2     | 0     | 4              | 2              | —      | —      | 37     | 10     |
| Club totaal     | Club totaal     | Club totaal     | 145        | 25         | 9     | 5     | 4              | 2              | 10     | 5      | 168    | 37     |
| 2012/13         | → Feyenoord     | Eredivisie      | 32         | 12         | 4     | 3     | 4              | 0              | —      | —      | 40     | 15     |
| 2013/14         | → Feyenoord     | Eredivisie      | 32         | 12         | 3     | 0     | 2              | 0              | —      | —      | 37     | 12     |
| 2014/15         | Feyenoord       | Eredivisie      | 30         | 7          | 0     | 0     | 10             | 1              | —      | —      | 40     | 8      |
| 2015/16         | Feyenoord       | Eredivisie      | 6          | 0          | 1     | 0     | —              | —              | —      | —      | 7      | 0      |
| Club totaal     | Club totaal     | Club totaal     | 100        | 31         | 8     | 3     | 16             | 1              | 0      | 0      | 124    | 35     |
| 2015/16         | → Cardiff City  | Championship    | 15         | 5          | —     | —     | —              | —              | —      | —      | 15     | 5      |
| 2016/17         | Cardiff City    | Championship    | 13         | 0          | —     | —     | —              | —              | —      | —      | 13     | 0      |
| Club totaal     | Club totaal     | Club totaal     | 28         | 5          | 0     | 0     | 0              | 0              | 0      | 0      | 28     | 5      |
| 2016/17         | Club Brugge     | Eerste klasse   | 10         | 1          | —     | —     | —              | —              | —      | —      | 10     | 1      |
| Club totaal     | Club totaal     | Club totaal     | 10         | 1          | 0     | 0     | 0              | 0              | 0      | 0      | 10     | 1      |
| 2017/18         | ADO Den Haag    | Eredivisie      | 33         | 4          | 1     | 0     | —              | —              | 2      | 0      | 36     | 4      |
| 2018/19         | ADO Den Haag    | Eredivisie      | 34         | 7          | 2     | 0     | —              | —              | —      | —      | 36     | 7      |
| 2019/20         | ADO Den Haag    | Eredivisie      | 23         | 2          | 1     | 0     | —              | —              | 0      | 0      | 24     | 2      |
| Club totaal     | Club totaal     | Club totaal     | 235        | 38         | 13    | 5     | 4              | 2              | 12     | 5      | 264    | 50     |
| 2020/21         | NAC Breda       | Eerste divisie  | 25         | 6          | 0     | 0     | —              | —              | 0      | 0      | 25     | 6      |
| Club totaal     | Club totaal     | Club totaal     | 25         | 6          | 0     | 0     | 0              | 0              | 0      | 0      | 25     | 6      |
| Carrière totaal | Carrière totaal | Carrière totaal | 398        | 81         | 21    | 8     | 20             | 3              | 12     | 5      | 451    | 132    |

Bijgewerkt tot 1 april 2021.

## Europese wedstrijden
| Seizoen | Competitie       | Ronde       | Club                | Land               | Score  | Land               | Club                | Min.   | Goal |
| ------- | ---------------- | ----------- | ------------------- | ------------------ | ------ | ------------------ | ------------------- | ------ | ---- |
| 2011/12 | Europa League    | 2Q          | FK Tauras Tauragė   | Vlag van Litouwen  | 2–3    | Vlag van Nederland | ADO Den Haag        | 90     | 2    |
| 2011/12 | Europa League    | 2Q          | ADO Den Haag        | Vlag van Nederland | 2–0    | Vlag van Litouwen  | FK Tauras Tauragė   | 90     | 0    |
| 2011/12 | Europa League    | 3Q          | Omonia Nicosia      | Vlag van Cyprus    | 3–0    | Vlag van Nederland | ADO Den Haag        | 90     | 0    |
| 2011/12 | Europa League    | 3Q          | ADO Den Haag        | Vlag van Nederland | 1–0    | Vlag van Cyprus    | Omonia Nicosia      | 90     | 0    |
| 2012/13 | Champions League | 3Q          | Dinamo Kiev         | Vlag van Oekraïne  | 2–1    | Vlag van Nederland | Feyenoord           | 90     | 0    |
| 2012/13 | Champions League | 3Q          | Feyenoord           | Vlag van Nederland | 0–1    | Vlag van Oekraïne  | Dinamo Kiev         | 90     | 0    |
| 2012/13 | Europa League    | Play-off    | Feyenoord           | Vlag van Nederland | 2–2    | Vlag van Tsjechië  | Sparta Praag        | 90     | 0    |
| 2012/13 | Europa League    | Play-off    | Sparta Praag        | Vlag van Tsjechië  | 2–0    | Vlag van Nederland | Feyenoord           | 90     | 0    |
| 2013/14 | Europa League    | Play-off    | FK Koeban Krasnodar | Vlag van Rusland   | 1–0    | Vlag van Nederland | Feyenoord           | 90     | 0    |
| 2013/14 | Europa League    | Play-off    | Feyenoord           | Vlag van Nederland | 1–2    | Vlag van Rusland   | FK Koeban Krasnodar | 90     | 0    |
| 2014/15 | Champions League | 3Q          | Feyenoord           | Vlag van Nederland | 1–2    | Vlag van Turkije   | Beşiktaş JK         | 90     | 0    |
| 2014/15 | Champions League | 3Q          | Beşiktaş JK         | Vlag van Turkije   | 3–1    | Vlag van Nederland | Feyenoord           | 90     | 0    |
| 2014/15 | Europa League    | Play-off    | Zorja Loehansk      | Vlag van Oekraïne  | 1–1    | Vlag van Nederland | Feyenoord           | 90     | 0    |
| 2014/15 | Europa League    | Play-off    | Feyenoord           | Vlag van Nederland | 4–3    | Vlag van Oekraïne  | Zorja Loehansk      | 90     | 0    |
| 2014/15 | Europa League    | Groepsfase  | Feyenoord           | Vlag van Nederland | 2–1    | Vlag van België    | Standard Luik       | 78     | 0    |
| 2014/15 | Europa League    | Groepsfase  | HNK Rijeka          | Vlag van Kroatië   | 3–1    | Vlag van Nederland | Feyenoord           | 90     | 0    |
| 2014/15 | Europa League    | Groepsfase  | Feyenoord           | Vlag van Nederland | 2–0    | Vlag van Kroatië   | HNK Rijeka          | 90     | 1    |
| 2014/15 | Europa League    | Groepsfase  | Feyenoord           | Vlag van Nederland | 2–0    | Vlag van Spanje    | Sevilla FC          | 90     | 0    |
| 2014/15 | Europa League    | Groepsfase  | Standard Luik       | Vlag van België    | 0–3    | Vlag van Nederland | Feyenoord           | 90     | 0    |
| 2014/15 | Europa League    | 1/16 finale | AS Roma             | Vlag van Italië    | 1–1    | Vlag van Nederland | Feyenoord           | 90     | 0    |
| Totaal  | Totaal           | Totaal      | Totaal              | Totaal             | Totaal | Totaal             | Totaal              | Totaal | 3    |

## Trainerscarrière
Op 2 februari 2023 werd bekend dat Immers terugkeerde bij ADO Den Haag. Hij ging bij de jeugdopleiding van de Hofstadclub aan de slag als talentcoach en spitsentrainer.

## Dartscarrière
Naast voetbal is Immers ook actief als darter. Hij heeft de ambitie om na zijn voetbalcarrière uit te komen op de PDC World Darts Championship. Immers organiseerde op 15 en 16 november 2015 het 'The Hague Championship' in het Kyocera Stadion van ADO Den Haag.